# Need for Speed II
Need for Speed II est un jeu vidéo de course sorti en 1997, produit par EA Canada et édité par Electronic Arts. Il fait partie de la série des Need for Speed et est la suite du premier jeu The Need for Speed.

## Système de jeu
Le jeu se compose de différents modes :
- K-O: championnat où le dernier de chaque course est éliminé.
- Course simple
- Tournoi: championnat composé de plusieurs courses où celui qui marque le plus de points gagne.

## Liste des voitures
Les voitures se classent dans 3 classes:
Classe A :
- Ferrari F50
- Ford GT90
- Lotus Elise GT1
- McLaren F1
- Bomber BFS (Véhicule bonus de l'édition spéciale)
- FZR 2000 (Véhicule bonus de l'édition spéciale)
- Tombstone (Véhicule bonus de l'édition spéciale)

Classe B :
- Isdera Commendatore 112i
- Jaguar XJ220
- Ford Indigo (Véhicule bonus de l'édition spéciale)
- Italdesign Nazca C2

Classe C :
- Italdesign Cala
- Lotus Esprit V8
- Ferrari 355 F1 (Véhicule bonus de l'édition spéciale)
- Ford Mustang Mach III (Véhicule bonus de l'édition spéciale)

## Circuits
- Proving Grounds
- Outback
- North Country
- Pacific Spirit
- Mediterraneo
- Mystic Peaks
- Monolithic Studios
- Last Resort

```
(Circuit bonus de l'édition spéciale)
```